# 范奈斯陵
范奈斯陵（英語：Van Ness Mausoleum）是由喬治·哈德菲爾德設計的一所陵墓。據說是羅馬維斯塔神廟的複製版。

## 歷史
1833年范奈斯陵建成，不過它的設計師已於1826年去世了。建築的目的是爲了紀念約翰·彼得·范·奈斯的妻子。這個陵墓起初建在華盛頓特區的H街、范·奈斯夫人建造的孤兒院上。當時預計花費34,000美元建造18個陵寢，但實際只建成了7個。范·奈斯本人也在1847年葬在了這裡。1872年，W·H·菲利普將它移到了喬治敦的橡樹丘公墓1982年列入美國國家史蹟名錄。

## 外部連結
- 橡樹丘公墓 （页面存档备份，存于）
- . SAIC Digital Libraries.   [2008-06-01]. （原始内容存档于2012-02-13）.
- . Archiplanet. （原始内容存档于2011-05-21）.